# 復活節彩蛋博物館
紕繪蛋博物館（烏克蘭語：Музей писанкового розпису）位於烏克蘭伊萬諾-弗蘭科夫斯克州科洛梅亞，是世界上唯一一個專門介紹烏克蘭紕繪蛋的博物館。博物館於1987年10月26日在聖母領報教堂內啟用，恰逢科洛梅亞成立400週年。新館於2000年9月23日落成，其建築結構便形似於復活節彩蛋。
博物館的藏品包括來自烏克蘭和世界不同地區的12,000多個復活節彩蛋，根據“烏克蘭七大奇蹟”活動的結果，該博物館在網友投票中排名第8位，在專家投票中排名第17位。